# 喜歡妳是妳 (電影)
《喜歡妳是妳》（英語：The First Girl I Loved）是2021年香港校園愛情電影，由楊潮凱及吳詠珊聯合執導，談善言和楊偲泳主演。本片獲電影發展基金批出106萬元融資金額。

## 故事簡介
李詠藍在29歲接到電話，是把既熟悉又陌生的聲音 - 原來是她的初戀情人李芯悅。 藍被邀請作悅的伴娘。 藍雖猶豫，但也答應了悅的邀請。 結婚前一晚，藍看著悅的背影，想起二人在中學時候一段疑幻似真的感情。 2001年，二人同是高材生，就讀香港傳統名校女校。 每日徘徊在聖母像下，卻因青春期的性別迷思，產生出一段不知是友情還是愛情的關係。 第一次動心，第一次拖手，第一次親吻。 這段感情的遺憾的是，一人歸納為愛情，而另一位卻總結為成長。 這殘酷的婚禮，把二人再一次拉近。 藍拖著悅的手，在眾目睽睽下進場，把自己的最愛，交給如今她的最愛。 這條路，是對青春的告白，還是告別？

## 角色介紹
- 談善言 飾 李詠藍
- 楊偲泳 飾 李芯悅
- 歐錦棠 飾 藍爸
- 麥方喬 飾 藍媽
- 韋家雄 飾 悅爸
- 童愛玲 飾 悅媽
- 黃修平 飾 黃老師
- 陳健朗 飾 健朗
- 柯煒林 飾 悅大學同學
- 譚梓童 飾 學妹
- 邱頌偉 飾 新郎
- 何故 飾 證婚人
- 陳曾寧 飾 悅妹
- 關俊雄 飾 悅弟
- 顧佳 飾 悅姨
- 姚學智 飾 藍弟
- Wasabi 飾 電台主持
- 官詠儀 飾 校長
- 黃素歡 飾 班主任
- 黃佩珍 飾 訓導主任/PE老師
- 吳嘉華 飾 經濟老師
- 黃惠雯 飾 舞蹈老師

## 獎項及入圍
- 獲得香港亞洲電影節2021 - 觀眾票選最佳電影第一名
- 獲得2021 North East International Film Festival - Best LGBTQ+ Film Award
- 入選 Mardi Gras Film Festival 2022
- 入選第17屆大阪亞洲電影節2022「競賽單元」及「特別關注香港電影」項目
- 獲得第17屆大阪亞洲電影節2022 ABC TV Award
- 楊潮凱、吳詠珊獲得AEG 娛樂人氣王2022最佳新導演（電影）

## 外部連結
- 喜歡妳是妳的Facebook專頁
- 喜歡妳是妳的Instagram帳戶
- 香港影庫上《喜歡妳是妳》的資料（繁體中文）
- 豆瓣电影上《喜歡妳是妳》的資料 （简体中文）
- 互联网电影数据库（IMDb）上《喜歡妳是妳》的资料（英文）